# CMT
CMT, California mastitis test, är ett prov för att göra en enkel celltalsbestämning av mjölk.
Metoden mäter hur mycket DNA som finns i mjölken. Ju mer DNA desto högre blir viskositeten. Testen graderas 1-5.

## Genomförande av provet

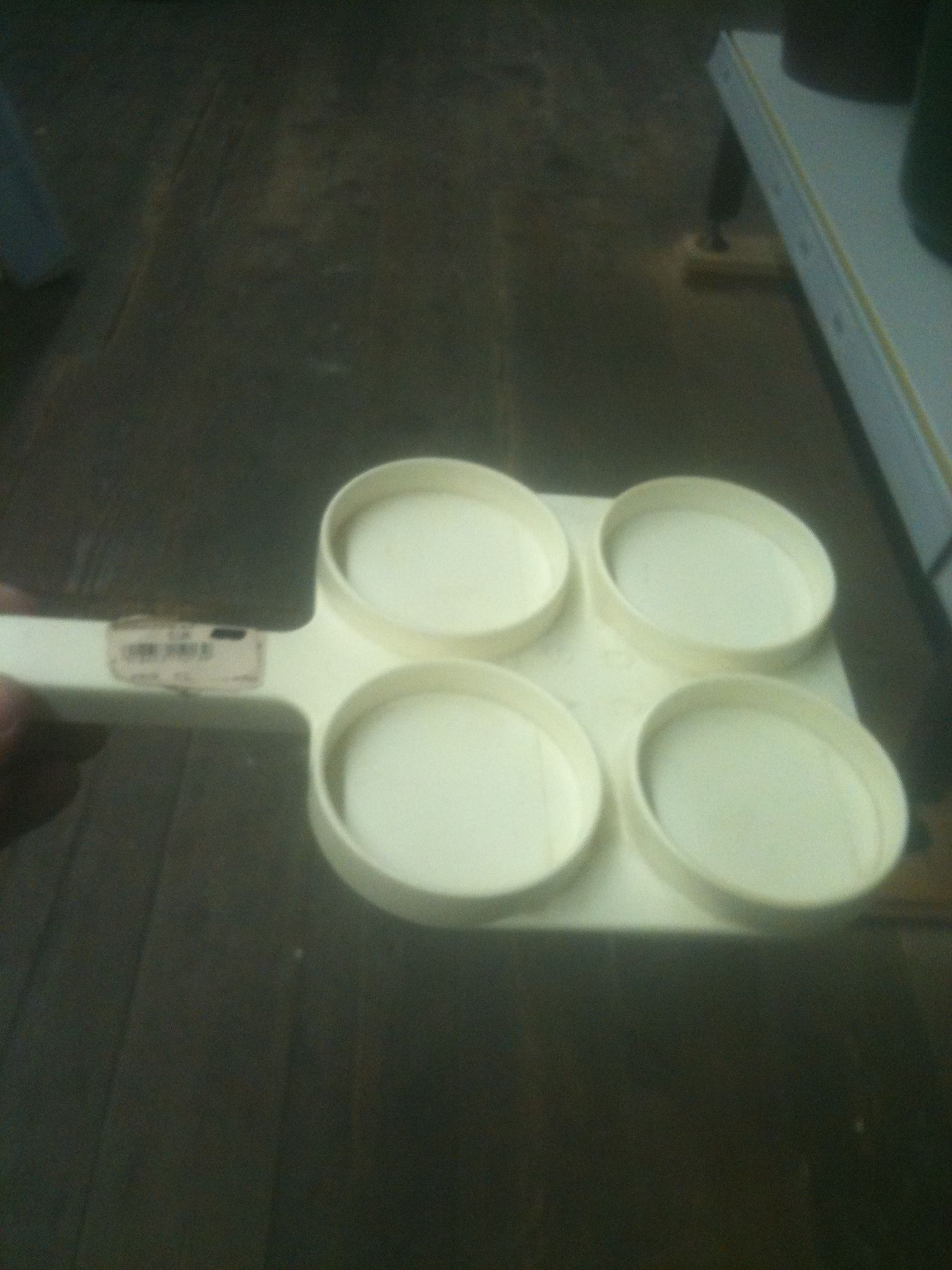
Paddel för att lagra proven från fyra juverdelar.

Lika mängd mjölk och natriumhydroxid blandas, cirka 2-3 ml av vardera. Varje juverdel mäts för sig, ofta på en så kallad paddel som innehåller fyra brunnar, en för varje juverdel. Paddeln roteras försiktigt och resultatet läses av efter fem sekunder.

## Tolkning av proven
- CMT 1, motsvarar ett celltal på < 200 000 celler - mjölken förblir i lösning
- CMT 2, motsvarar ett celltal på 150 000 - 500 000 celler - antydan till gelbildning
- CMT 3, motsvarar ett celltal på 400 000 - 1 500 000 celler - tydlig gelbildning, det bilas en gelklump när man roterar paddeln men den flyter ut i lösningen när man slutar rotera
- CMT 4, motsvarar ett celltal på 800 000 - 5 000 000 celler - blandningen tjocknar, det bildas en tydlig gelklump som till viss del finns kvar när man slutar rotera
- CMT 5, motsvarar ett celltal på > 5 000 000 celler - kraftig gelbildning, det bildas en ordentlig gelklump som blir kvar även när paddeln inte roteras